# تلمونی
تلمونی (به عربی: تلمونی) یک شهرداری در الجزایر است که در استان سیدی بلعباس واقع شده‌است.